# Lux Mundi (album)
Lux Mundi è il nono album in studio del gruppo musicale industrial black metal svizzero Samael, pubblicato nel 2011 dalla Nuclear Blast.

## Tracce
1. Luxferre – 3:49
2. Let My People Be – 3:49
3. Of War – 3:41
4. Antigod – 4:04
5. For a Thousand Years – 4:45
6. The Shadow of the Sword – 3:49
7. In the Deep – 4:02
8. Mother Night – 4:18
9. Pagan Trance – 4:19
10. In Gold we Trust – 4:49
11. Soul Invictus – 3:29
12. The Truth is Marching on – 4:49

## Formazione
- Vorph - voce, chitarre
- Mak - chitarre
- Masmiseîm - basso
- Xy - batteria, percussioni, tastiere, sintetizzatori